# Pável Mif
Pável Aleksándrovich Mif (en ruso: Павел Александрович Миф, pseudónimo de Mijaíl Aleksándrovich Fortus, Михаил Александрович Фортус; Bolshaya Alekséyevka, gobernación de Jersón del Imperio ruso, 3 de abril de 1901 - Moscú, 10 de septiembre de 1939), fue un revolucionario, historiador y economista ruso y soviético. Profesor y rector de la Universidad Sun Yat-sen de Moscú, participante en la Revolución china. Era hermano de la agente María Fortus.

## Biografía
Miembro del Partido Comunista de la Unión Soviética desde mayo de 1917 y combatiente en la Guerra civil rusa entre 1917 y 1920. Entre 1920 y 1921, estudió en la Universidad Comunista Sverdlov. Miembro del secretariado para el Lejano Oriente del Comintern. En 1925, fue nombrado vicerrector de la Universidad Sun Yat-sen de Moscú, institución de la que sería rector entre 1927 y 1928. En estos años creó el Instituto de Investigación Científica de China. Entre 1928 y 1935, es suplente en la administración del Secretariado del Comité Ejecutivo de la Internacional Comunista para Oriente, siendo entre 1930 y 1931, secretario del Gabinete del mismo comité. Participó en el 5º (1927) y 6º (1928) Congreso del Partido Comunista de China. Entre 1935 y 1937, es asesor político de Georgi Dimitrov para China.
En 1936, fue nombrado rector de la Universidad Comunista del Este. Desde enero, es director del Instituto de Investigación Soviético del Estudio de los Problemas Nacionales y Coloniales. Dóktor nauk en ciencias económicas (1935)
Es arrestado el 11 de diciembre de 1937. El 28 de julio de 1938, el Colegio Militar de la Corte Suprema de la URSS lo condena a ser fusilado. Es rehabilitado por decisión del Colegio Militar de la Corte Suprema de la URSS el 29 de febrero de 1956.

## Obras
- Las lecciones de los acontecimientos de Shanghai, 1926
- El carácter y las fuerzas motrices de la revolución china, 1927
- El partido comunista chino en los días críticos, 1928
- Las cuestiones en litigio de la revolución china, 1928
- El Komintern y la cuestión colonial, 1929
- El movimiento soviético en China y la tarea del Partido Comunista,1930
- El aumento del movimiento revolucionario en las colonias, 1930
- La revolución china,1932
- La etapa moderna de la lucha revolucionaria sobre el Este colonial, 1934
- Quince años de lucha heroica: Hacia los 15 años del Partido Comunista de China (julio de 1921-julio 1936), 1936
- ¿Qué pasa en China?, 1937